# Universidad Internacional de las Comunicaciones
La Universidad Internacional de las Comunicaciones (LAUICOM), es una universidad pública de Venezuela, la cual tiene su sede principal en Caracas, Distrito Capital. Creada por decreto presidencial el 4 de diciembre de 2019, y publicada en la Gaceta Oficial 41.774, bajo el marco de la Misión Alma Mater, aunque inicia formalmente sus actividades académicas en marzo de 2022.

## Historia
LAUICOM, se inicia como proyecto tras el debate del Foro de São Paulo de 2019, con «el objetivo de desarrollar una agencia de noticias, una fábrica de contenidos como plataforma de intercambio de información y contenido». La misma fue creada por el presidente de Venezuela, Nicolás Maduro, y publicada en la Gaceta Oficial 41.774.
Inicia sus actividades académicas el 15 de marzo de 2022, en la antigua sede del medio El Nacional, ubicada en Los Cortijos de la ciudad de Caracas. Dichas instalaciones fueron adjudicadas el 7 de febrero de 2022, al político Diosdado Cabello como parte de la indemnización por «daño moral» de más de 13 millones de dólares ordenada por el Tribunal Supremo de Justicia de Venezuela (TSJ).

## Composición
LAIUCOM, tiene su sede en Caracas, Distrito Capital. Se maneja bajo el Programa Nacional de Formación (PNF) con Trayecto Inicial, I, II, III y IV para pregrado y PNFA para posgrado. Sus carreras están dentro del marco de las Comunicaciones.

## Rectores
Desde 2022, su rectora ha sido Tania Díaz.